# Ґолоґура (Західнопоморське воєводство)
Ґолоґура (пол. Gołogóra, нім. Breitenberg) — село в Польщі, у гміні Полянув Кошалінського повіту Західнопоморського воєводства.
Населення — 184 особи (2011).

## Демографія
Демографічна структура станом на 31 березня 2011 року:
|          | Загалом | Допрацездатний вік | Працездатний вік | Постпрацездатний вік |
| -------- | ------- | ------------------ | ---------------- | -------------------- |
| Чоловіки | 100     | 21                 | 71               | 8                    |
| Жінки    | 84      | 22                 | 47               | 15                   |
| Разом    | 184     | 43                 | 118              | 23                   |